# Doraemon: Nobita no kekkon zen'ya
Doraemon: Nobita no kekkon zen'ya (のび太の結婚前夜, Nobita no kekkon zen'ya, lit. ‘Doraemon - La vespra de les noces de Nobita’) és un curtmetratge del 1999 dirigit per Susumu Watanabe.
Es va doblar al català central per al DVD de Doraemon el gladiador amb el títol El casament d'en Nobita i la Shizuka i més endavant es va emetre al Canal Super3 (aquesta segona emissió incorporava la cançó del final doblada, a diferència de la primera). També es va doblar en valencià i emetre a À Punt amb el títol La boda de Nobita i Shizuka.

## Trama
Doraemon i Nobita viatgen al futur per veure si el xicon es casarà amb Shizuka, però quan hi arriben, tots dos descobreixen que és el dia abans del casament. Nobita i Doraemon segueixen el Nobita del futur i els seus amics mentre intenten portar un gatet perdut a casa al seu amo. Al final de la història, el pare de Shizuka té una llarga xerrada amb la Shizuka adulta sobre la seua elecció de casar-se amb Nobita, donant-li tot el seu suport. La història acaba amb el casament entre Nobita i Shizuka.

## Distribució
El curtmetratge es va estrenar als cinemes japonesos el 6 de març de 1999, simultàniament amb Doraemon, una odissea de l'espai i The Doraemons: Okashina Okashi na Okashinana?.